# مارتيم مايا
مارتيم مايا (بالبرتغالية: Martim Maia‏) هو لاعب كرة قدم برتغالي في مركز الوسط، ولد في 24 مايو 1998 في البرتغال. لعب مع أتلتيكو كاسا بيا.

## وصلات خارجية
- مارتيم مايا على موقع قاعدة بيانات كرة القدم.إي يو (الإنجليزية)
- مارتيم مايا على موقع Soccerway.com (الإنجليزية)